# Silvio Aquino
Silvio Romeo Aquino (30 giugno 1949) è un ex calciatore salvadoregno, di ruolo centrocampista.